# Oreské (Skalica)
Oreské je naseljeno mjesto u okrugu Skalica u Trnavskom kraju u Slovačkoj.

## Stanovništvo
| Godina:     | 1993. | 2003.   | 2013.   | 2023.   |
| ----------- | ----- | ------- | ------- | ------- |
| Broj ljudi: | 326   | 347     | 377     | 393     |
| Razlika:    |       | +6,44 % | +8,64 % | +4,24 % |

| Godina:     | 2022. | 2023.   |
| ----------- | ----- | ------- |
| Broj ljudi: | 394   | 393     |
| Razlika:    |       | -0,25 % |

Prema podacima o broju stanovnika iz 2023. godine naselje je imalo 393 stanovnika.

## Vanjske poveznice
|  | Zajednički poslužitelj ima još gradiva o temi Oreské (Skalica) |

- Službena stranica naselja (sl.)